# Bert Bates
Pour les articles homonymes, voir Bates.

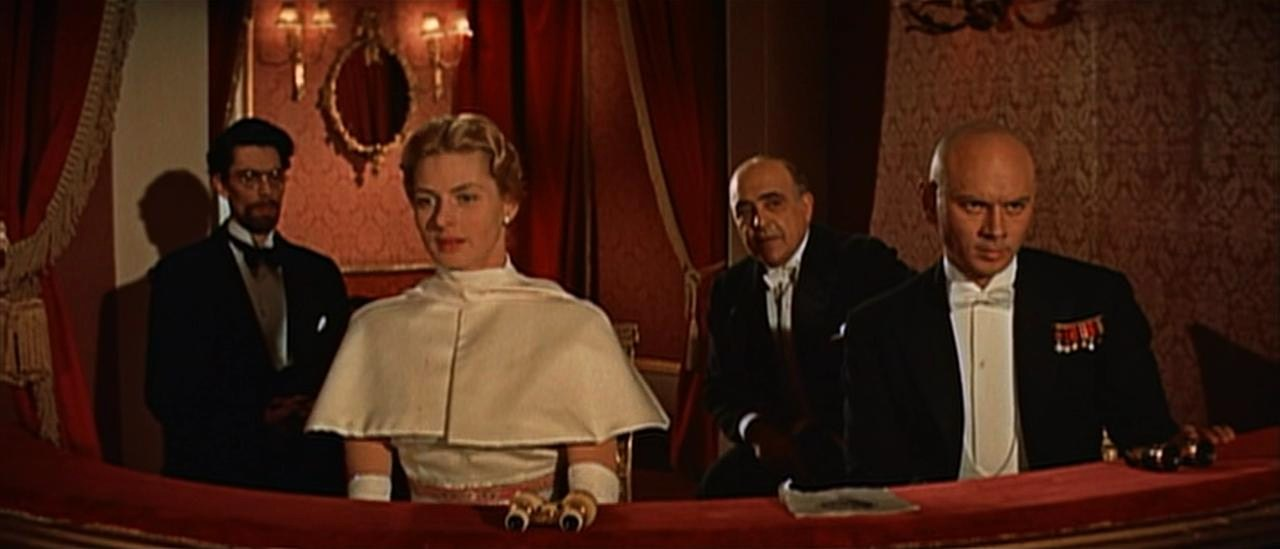
Anastasia (1956), avec Sacha Pitoëff, Ingrid Bergman, Akim Tamiroff et Yul Brynner (de g. à d.)

Albert « Bert » Bates — né le 18 août 1907 à Walthamstow (Grand Londres) et mort le 23 avril 1976 à Barnet (Grand Londres) — est un monteur anglais (parfois crédité A. S. Bates).

## Biographie
Bert Bates est monteur au cinéma sur une soixantaine de films (majoritairement britanniques, parfois américains ou en coproduction), le premier sorti en 1931.
Parmi ses contributions notables, mentionnons Les Amants du Capricorne d'Alfred Hitchcock (1949, avec Ingrid Bergman et Joseph Cotten), L'amour mène la danse d'H. Bruce Humberstone (1951, avec David Niven et Vera-Ellen), Anastasia d'Anatole Litvak (1956, avec Ingrid Bergman et Yul Brynner), Le Deuxième Homme de Carol Reed (1963, avec Laurence Harvey et Lee Remick), ainsi que Les Héros de Télémark d'Anthony Mann (1965, avec Kirk Douglas et Richard Harris).
Ses deux derniers films, réalisés par Guy Hamilton, sont Les Diamants sont éternels (1971) et Vivre et laisser mourir (1973), de la série cinématographique dédiée à James Bond (personnifié alors par Roger Moore).

## Filmographie partielle
- 1931 : Many Waters de Milton Rosmer
- 1933 : La Vedette et le Mannequin (en) (Heads We Go) de Monty Banks
- 1937 : Gypsy de Roy William Neill
- 1940 : The Midas Touch (en) de David MacDonald
- 1947 : L'Orphelin (White Craddle Inn) d'Harold French
- 1949 : Les Amants du Capricorne (Under Capricorn) d'Alfred Hitchcock
- 1951 : Le Banni des îles (Outcast of the Islands) de Carol Reed
- 1951 : L'amour mène la danse (Happy Go Lovely) d'H. Bruce Humberstone
- 1952 : L'assassin a de l'humour (The Ringer) de Guy Hamilton
- 1953 : L'Homme de Berlin (The Man Between) de Carol Reed
- 1954 : La rousse mène l'enquête (Malaga) de Richard Sale
- 1955 : L'Enfant et la Licorne (A Kid for Two Farthings) de Carol Reed
- 1955 : L'Autre Homme (The Deep Blue Sea) d'Anatole Litvak
- 1955 : L'Homme qui aimait les rousses (The Man Who Loved Redheads) de Harold French
- 1956 : Trapèze (Trapeze) de Carol Reed
- 1956 : Anastasia d'Anatole Litvak
- 1957 : La Cité disparue (Legend of the Lost) d'Henry Hathaway
- 1958 : La Clef (The Key) de Carol Reed
- 1959 : Notre agent à La Havane (Our Man in Havana) de Carol Reed
- 1960 : Le Monde de Suzie Wong (The World of Suzie Wong) de Richard Quine
- 1961 : Le Meilleur Ennemi (The Best of Enemies) de Guy Hamilton
- 1961 : Aimez-vous Brahms… (Goodbye Again) d'Anatole Litvak
- 1962 : Le Couteau dans la plaie d'Anatole Litvak
- 1963 : Le Deuxième Homme (The Running Man) de Carol Reed
- 1964 : Quand l'inspecteur s'emmêle (A Shot in the Dark) de Blake Edwards
- 1964 : Mission 633 (633 Squadron) de Walter Grauman
- 1965 : La Bataille de la Villa Fiorita (The Battle of the Villa Fiorita) de Delmer Daves
- 1965 : Les Héros de Télémark (The Heroes of Telemark) d'Anthony Mann
- 1966 : Le Retour des sept (The Return of the Seven) de Burt Kennedy
- 1966 : L'Ombre d'un géant (Cast of a Giant Shadow) de Melville Shavelson
- 1967 : Les Turbans rouges (The Long Duel) de Ken Annakin
- 1969 : La Bataille d'Angleterre (Battle of Britain) de Guy Hamilton
- 1971 : Le Phare du bout du monde (The Light at the Edge of the World) de Kevin Billington
- 1971 : Les Aventuriers de l'ouest sauvage ou Les Brutes dans la ville (A Town Called Hell) de Robert Parrish
- 1971 : Les diamants sont éternels (Diamonds Are Forever) de Guy Hamilton
- 1973 : Vivre et laisser mourir (Live and Let Die) de Guy Hamilton